# Hart, Durham
Hart är en by och en civil parish i Borough of Hartlepool i Durham i England. Orten har 771 invånare (2011).